# Liste der Bodendenkmale in Holste
In der Liste der Bodendenkmale in Holste sind die Bodendenkmale der niedersächsischen Gemeinde Holste aufgeführt. Die Quelle ist der Denkmalatlas Niedersachsen. 

Holste im Landkreis Osterholz

Der Stand der Liste ist der 19. Dezember 2024.

## Allgemein
In den Spalten finden sich folgende Informationen des Bodendenkmales:
Lagegeographische Koordinaten
BezeichnungBezeichnung lt. Denkmalatlas
BeschreibungBeschreibung lt. Denkmalatlas
IDObjekt-ID
BildBild, ggf. zusätzlich mit Link zu weiteren Fotos im Medienarchiv Wikimedia Commons.

## Hellingst
| Lage                        | Bezeichnung             | Beschreibung | ID       | Bild |
| --------------------------- | ----------------------- | --- | -------- | ---- |
| 53° 22′ 48″ N, 8° 54′ 24″ O | Hellingst 1, Grabhügel  | Durchmesser ca. 22 m und Höhe ca. 1 m. Im Randbereich sowie in erhöhter Mitte Findlinge sichtbar. Oberfläche durch alte Abgrabungen stark zerklüftet.                                     | 28927902 | BW   |
| 53° 23′ 5″ N, 8° 53′ 21″ O  | Hellingst 2, Grabhügel  | Durchmesser ca. 14 m und Höhe ca. 0,9 m. Zahlreiche flache Eintiefungen, darin sind teilweise große Steine freiliegend; weitere Steine auch am Nordrand sichtbar. Rand schwach abgesetzt. | 28928039 | BW   |
| 53° 22′ 56″ N, 8° 53′ 18″ O | Hellingst 3, Grabhügel  | Durchmesser ca. 18 m und Höhe ca. 1,2 m. Flache, alte Einsenkung. Rand abgesetzt. | 28928040 | BW   |
| 53° 22′ 55″ N, 8° 52′ 51″ O | Hellingst 4, Grabhügel  | Durchmesser ca. 12 m und Höhe ca. 0,7 m. Rand z. T. schwach abgesetzt, z. T. allmählich auslaufend. Zahlreiche alte, verwaschene Eingrabungen.                                            | 28951720 | BW   |
| 53° 22′ 55″ N, 8° 52′ 50″ O | Hellingst 5, Grabhügel  | Durchmesser ca. 6 m und Höhe ca. 0,5 m. Klein flach mit sanft auslaufendem Rand. | 28928041 | BW   |
| 53° 22′ 38″ N, 8° 52′ 54″ O | Hellingst 6, Grabhügel  | Fläche ca. 24 × 18 m und Höhe ca. 1 m. Nord-, und Westrand abgesetzt, sonst allmählich auslaufend. Mittig Einsenkungen.                                                                   | 28928042 | BW   |
| 53° 22′ 33″ N, 8° 53′ 4″ O  | Hellingst 8, Grabhügel  | Durchmesser ca. 13 m und Höhe ca. 1 m. Rand schwach abgesetzt. Durch alte Eingrabungen zerklüftet.                                                                                        | 28928043 | BW   |
| 53° 22′ 32″ N, 8° 53′ 7″ O  | Hellingst 9, Grabhügel  | Durchmesser ca. 12 m und Höhe ca. 1 m. Ebenmäßig gewölbt. Rand schwach abgesetzt. | 28928137 | BW   |
| 53° 23′ 6″ N, 8° 52′ 10″ O  | Hellingst 13, Grabhügel | Durchmesser ca. 15,5 m und Höhe ca. 1,1 m. Ebenmäßig gewölbt. In der Mitte eine alte, weite Einsenkung. Rand abgegrenzt.                                                                  | 28962633 | BW   |
| 53° 23′ 6″ N, 8° 52′ 8″ O   | Hellingst 14, Grabhügel | Durchmesser ca. 16 m und Höhe ca. 1,2 m. Ebenmäßig gewölbt. Rand abgesetzt. Über den Südrand eine Waldschneise.                                                                           | 28962636 | BW   |
| 53° 22′ 36″ N, 8° 52′ 57″ O | Hellingst 25, Grabhügel | Durchmesser ca. 16 m und Höhe ca. 0,6 m. Rand sanft auslaufend. Alte, flache grabenartige Einsenkung.                                                                                     | 28927903 | BW   |

### Hellingst 27
- ID:28927904
- Grabhügelfeld mit vier Grabhügeln, die z. T. stark gestört sind.

| Lage                        | Bezeichnung  | Beschreibung | ID       | Bild |
| --------------------------- | ------------ | --- | -------- | ---- |
| 53° 22′ 32″ N, 8° 53′ 34″ O | Hellingst 27 | Durchmesser ca. 16 m und Höhe ca. 1 m. Alte Einsenkungen. Rand abgesetzt. Im nordwestlichen Teil alte Abtragungen.                                                                       | 28962630 | BW   |
| 53° 22′ 33″ N, 8° 53′ 37″ O | Hellingst 29 | Durchmesser ca. 13 m und Höhe ca. 1,2 m, nur noch mit geringen Randresten erhalten, Südrand abgesetzt. Über die Hälfte des Nordostbereiches abgetragen.                                  | 28962637 | BW   |
| 53° 22′ 32″ N, 8° 53′ 40″ O | Hellingst 30 | Durchmesser ca. 14 m und Höhe ca. 1,2 m, nur noch in geringen Randresten obertägig erhalten. Rand des Westteils abgesetzt. Über die Hälfte des Ostteils ist alt abgetragen und zerstört. | 28962638 | BW   |
| 53° 22′ 32″ N, 8° 53′ 41″ O | Hellingst 31 | Durchmesser ca. 13 m und Höhe ca. 0,8 m. In der Mitte eine alte flache Abtragung. Rand allmählich auslaufend, wobei Südrand und Nordrand von alten Wassergraben angeschnitten werden.    | 28962628 | BW   |

## Oldendorf
| Lage                        | Bezeichnung             | Beschreibung | ID       | Bild |
| --------------------------- | ----------------------- | --- | -------- | ---- |
| 53° 21′ 58″ N, 8° 47′ 25″ O | Oldendorf 14, Grabhügel | Durch Überpflügen im Nordteil und Abtragungen im Südteil eine längliche Form. Laut ALS: Länge ca. 14 m, Breite ca. 5 m und Höhe ca. 0,4 m. | 28927905 | BW   |

## Steden
| Lage                        | Bezeichnung              | Beschreibung | ID       | Bild           |
| --------------------------- | ------------------------ | --- | -------- | -------------- |
| 53° 21′ 31″ N, 8° 48′ 33″ O | Steden 1, Grabhügel      | Durchmesser ca. 9 m und Höhe ca. 0,6 m. Oberfläche durch zahlreiche Tiergänge und Eingrabungen stark durchwühlt, einzelne kopfgroße Steine freiliegend, Rand stark verwaschen. | 28962738 | BW             |
| 53° 22′ 15″ N, 8° 53′ 57″ O | Steden 8, Grabhügel      | Durchmesser ca. 16 m und Höhe ca. 1 m. Ebenmäßig gewölbt. Rand allmählich auslaufend. | 28988659 | BW             |
| 53° 22′ 15″ N, 8° 53′ 58″ O | Steden 9, Grabhügel      | Durchmesser ca. 6 m und Höhe ca. 0,3 m. Kleine runde, flache Bodenerhebung, Rand flach auslaufend. | 28988669 | BW             |
| 53° 21′ 31″ N, 8° 48′ 37″ O | Steden 14, Grabhügel     | | 28962740 | BW             |
| 53° 21′ 24″ N, 8° 52′ 48″ O | Steden 26, Grabhügel     | Durchmesser ca. 20 m und Höhe ca. 1,4 m. Rand abgesetzt. Kuppe scheint abgetragen worden zu sein, da sie stark abgeflacht ist. | 28927906 | BW             |
| 53° 21′ 41″ N, 8° 53′ 11″ O | Steden 38, Schalenstein  | Hellgrauer Findling, auf seiner glatten Seite 12 flache schalenförmige Vertiefungen. | 28985698 | BW             |
| 53° 21′ 42″ N, 8° 53′ 28″ O | Steden 39, Grabhügel     | Durchmesser ca. 20 m und Höhe ca. 1,2 m. Rand z.T. allmählich auslaufend, z.T. abgesetzt. Südhälfte rezent abgetragen und zerstört. | 28985699 | BW             |
| 53° 21′ 44″ N, 8° 53′ 26″ O | Steden 40, Grabhügel     | Fläche ca. 17 × 23 m und Höhe ca. 2 m. Zahlreiche alte Eingrabungen und Tierlöcher. | 28985798 | BW             |
| 53° 21′ 55″ N, 8° 53′ 18″ O | Steden 41, Grabhügel     | Durchmesser ca. 16 m und Höhe ca. 1 m. Rand allmählich auslaufend. Von Norden nach Süden Pflanzfurchen. Alte Einsenkungen in der Oberfläche. | 28985799 | BW             |
| 53° 21′ 46″ N, 8° 53′ 8″ O  | Steden 42, Großsteingrab | Schlichte Steinkammer, ehemals aus vier Trägern bestehend, in ungefährer Nordost-Südwest-Richtung in einem flachen Rundhügel, auf dem einige Geröllsteine liegen. Von der Kammer sind in situ vorhanden, der südwestliche Abschlußstein, der zweite bis vierte Träger der nordwestlichen und der zweite und dritte Träger der gegenüberliegenden Langseite. Der erste Träger der nordwestlichen Langseite hat sich nach innen gesenkt. Der zweite bis vierte Deckstein sind vorhanden, jedoch in die Kammer gerutscht. Der zweite Deckstein liegt noch einem Träger auf. Die lichte Weite der Kammer wird 5,50 m : 1,50 m betragen haben. Der Zugang wird in der Mitte der südöstlichen Langseite angenommen. Kammer noch fast vollständig vorhanden. Nordseite 4 Unterlieger, Stirnseite je 1 Findling, Südseite 2 Unterlieger, 2 Decksteine halb in der Kammer liegend.                                                                                 | 28986422 | Weitere Bilder |
| 53° 21′ 46″ N, 8° 53′ 19″ O | Steden 43, Großsteingrab | Das Steingrab ist auf einer weiten, flachen Bodenerhebung gelegen. Sprockhoff beschreibt das Grab 1975 wie folgt: „Schlichte Steinkammer in ungefähr westöstlicher Richtung in einem flachen, runden Hügel. Die Abschlußsteine stehen in situ, desgleichen die beiden westlichen Trägerpaare. Die beiden östlichen Trägerpaare sind zwar vorhanden, aber wohl nicht mehr in situ stehend. Das Bruchstück des östlichen Decksteines ist in die Kammer gerutscht. Drei vor der Mitte der südlichen Langseite befindliche Steine deuten auf einen Gang aus zwei Trägern hin. Ein am Nordostrande des Hügels liegender Stein läßt eine Umfassung erwägen.“ Länge der Kammer, außen: 7,40 m, innen: 6 m; Breite der Kammer, außen: 2,80 m, innen: 1,80 m; Ganglänge: 2 m; Gangbreite: 1,60 m. Im August und Oktober 1975 wurden von Dr. Deichmüller an dem Steingrab archäologische Untersuchungen durchgeführt. Im Anschluss ist das Grab restauriert worden. | 28986420 | Weitere Bilder |
| 53° 21′ 30″ N, 8° 53′ 13″ O | Steden 50, Großsteingrab | Nur kleiner Erdhügel in dem sich einige Steine befinden im Gelände vorzufinden. Die maximale Höhe beträgt 0,5 m. | 28986418 | Weitere Bilder |
| 53° 21′ 36″ N, 8° 53′ 38″ O | Steden 51, Grabhügel     | Durchmesser ca. 17 m und Höhe ca. 1,1 m. Rand abgesetzt. Alte Pflanzfurchen von Norden nach Süden. | 28985794 | BW             |
| 53° 21′ 27″ N, 8° 53′ 28″ O | Steden 52, Grabhügel     | Durchmesser ca. 8 m und Höhe ca. 0,5 m. Oberfläche uneben. Stark verflacht, Ränder abgesetzt. | 28985800 | BW             |
| 53° 21′ 38″ N, 8° 50′ 35″ O | Steden 64, Grabhügel     | Durchmesser ca. 16 m und Höhe ca. 1,3 m. Rand abgesetzt. In der Mitte mehrere alte, flache Vertiefungen sowie eine alte Abtragung am Nordostrand. | 28985797 | BW             |
| 53° 21′ 22″ N, 8° 49′ 51″ O | Steden 84, Grabhügel     | Durchmesser ca. 12 m und Höhe ca. 1,2 m. Rand abgesetzt. In der Oberfläche einige alte Einsenkungen. | 28985696 | BW             |
| 53° 20′ 56″ N, 8° 53′ 39″ O | Steden 103, Grabhügel    | Durchmesser ca. 8 m und Höhe ca. 0,4 m. Flach gewölbt mit sanft auslaufender Rand. Am nördlichen Hügelfuße ein größerer Stein. | 28985773 | BW             |
| 53° 20′ 58″ N, 8° 53′ 38″ O | Steden 120, Grabhügel    | Durchmesser ca. 14 m und Höhe ca. 1,3 m. Ebenmäßig gewölbt. Mit Angrabungen am West- und Ostrand. | 28985663 | BW             |
| 53° 20′ 58″ N, 8° 53′ 44″ O | Steden 128, Grabhügel    | Durchmesser ca. 9 m und Höhe ca. 0,2 m. Annähernd rund. Kuppe sehr stark abgeflacht. | 28985772 | BW             |

### Steden 27
- ID:28985697
- Grabhügelfeld mit acht Grabhügeln.

| Lage                        | Bezeichnung | Beschreibung | ID       | Bild |
| --------------------------- | ----------- | --- | -------- | ---- |
| 53° 21′ 29″ N, 8° 52′ 31″ O | Steden 27   | Durchmesser ca. 16 m und Höhe ca. 1,5 m. Rand abgesetzt. Die Nordwesthälfte durch Bau einer Straße etwas angeschnitten. Auf der Hügelkuppe Eingrabungen.                                                        | 28962741 | BW   |
| 53° 21′ 28″ N, 8° 52′ 32″ O | Steden 28   | Durchmesser ca. 16 m und Höhe ca. 1,5 m. Rand abgesetzt. In der Mitte eine weite, alte Eingrabung sowie alte Angrabung am Nordwestrand. Eingrabungen auch im Nord- bis Ostbereich vorhanden. Ein schmaler Pfad. | 28962742 | BW   |
| 53° 21′ 29″ N, 8° 52′ 33″ O | Steden 29   | Durchmesser ca. 15 m und Höhe ca. 0,4 m. Abgetragen und bis auf eine flache Bodenerhöhung zerstört. | 28962739 | BW   |
| 53° 21′ 29″ N, 8° 52′ 34″ O | Steden 30   | Durchmesser ca. 11 m und Höhe ca. 0,8 m. Ebenmäßig gewölbt mit abgesetztem Rand. In der Mitte eine kleine Eingrabung.                                                                                           | 28962645 | BW   |
| 53° 21′ 28″ N, 8° 52′ 34″ O | Steden 31   | Durchmesser ca. 12 m und Höhe ca. 0,6 m. Rand schwach abgesetzt. In der Oberfläche eine neuere wieder verfüllte Eingrabung.                                                                                     | 28962744 | BW   |
| 53° 21′ 29″ N, 8° 52′ 34″ O | Steden 32   | Durchmesser ca. 6 m und Höhe ca. 0,4 m. Unregelmäßig geformt, klein, mit sanft auslaufendem Rand. | 28962746 | BW   |
| 53° 21′ 29″ N, 8° 52′ 35″ O | Steden 33   | Fläche ca. 8 × 11 m und Höhe ca. 0,7 m. Ebenmäßig gewölbt mit schwach abgesetztem Rand. | 28962747 | BW   |
| 53° 21′ 28″ N, 8° 52′ 31″ O | Steden 36   | Durchmesser ca. 17 m und Höhe ca. 1,5 m. Hoch gewölbt mit abgesetztem Rand. In der Mitte eine weite, alte Eingrabung. Teile einer alten ringgrabenartigen Eingrabung erkennbar.                                 | 28962743 | BW   |

### Steden 57
- ID:28985700
- Grabhügelfeld mit sechs Grabhügeln.

| Lage                        | Bezeichnung | Beschreibung | ID       | Bild |
| --------------------------- | ----------- | --- | -------- | ---- |
| 53° 21′ 53″ N, 8° 50′ 50″ O | Steden 58   | Erhaltene Nordhälfte: Durchmesser 8 m und Höhe 0,8 m, mit abgesetztem Rand und alten Abgrabungen. Südhälfte durch Feldweg angeschnitten und zerstört. Auf der Hügelkuppe mehrere Vertiefungen. | 28986423 | BW   |
| 53° 21′ 48″ N, 8° 50′ 56″ O | Steden 59   | Bis auf einen geringen Rest im Nordwesten abgetragen und zerstört. Dm. ca. 8 m, H. 0,80 m, mit abgesetztem Rand.                                                                               | 28986424 | BW   |
| 53° 21′ 46″ N, 8° 50′ 55″ O | Steden 60   | Durchmesser ca. 12 m und Höhe ca. 1,1 m. Ebenmäßig gewölbt, Rand abgesetzt. In der Mitte eine alte viereckige Eingrabung von 1,20 × 1,20 m.                                                    | 28986426 | BW   |
| 53° 21′ 46″ N, 8° 50′ 53″ O | Steden 61   | Durchmesser ca. 12 m und Höhe ca. 1,2 m. Rand abgesetzt. In der Mitte eine weite, alte und tiefe Eingrabung.                                                                                   | 28986427 | BW   |
| 53° 21′ 46″ N, 8° 50′ 49″ O | Steden 62   | Durchmesser ca. 18 m und Höhe ca. 1,6 m. Hoch und ebenmäßig gewölbt; Rand abgesetzt. Alte längliche Eingrabung in der Mitte und im Ostrand. Nordrand von alter Wegespur angeschnitten.         | 28986428 | BW   |
| 53° 21′ 45″ N, 8° 50′ 49″ O | Steden 63   | Durch einen Wall und Graben von Südosten nach Nordwesten geteilt. Stark deformiert. | 28986419 | BW   |

### Steden 69
- ID:28985795
- Grabhügelfeld mit sieben Grabhügeln. Das Gelände wird von Aufforstungspflanzfurchen durchzogen.

| Lage                        | Bezeichnung                | Beschreibung | ID       | Bild |
| --------------------------- | -------------------------- | --- | -------- | ---- |
| 53° 21′ 37″ N, 8° 49′ 48″ O | Steden 69                  | Durchmesser ca. 8 m und Höhe ca. 0,6 m. Ebenmäßig gewölbt, mit abgesetztem Rand. Alte flache Pflanzfurchen.                                                                  | 28986430 | BW   |
| 53° 21′ 38″ N, 8° 49′ 49″ O | Steden 70                  | Durchmesser ca. 7 m und Höhe ca. 0,4 m. Flach und ebenmäßig gewölbt, mit sanft auslaufendem Rand. Am Nordrand von Schneise angeschnitten.                                    | 28986425 | BW   |
| 53° 21′ 39″ N, 8° 49′ 47″ O | Steden 71                  | Durchmesser ca. 11 m und Höhe ca. 1 m. Rand schwach abgesetzt. Über Nordwestteil eine flache grabenartige Vertiefung. Leichte Vertiefungen auch auf der Oberfläche sichtbar. | 28986432 | BW   |
| 53° 21′ 38″ N, 8° 49′ 46″ O | Steden 72                  | Durchmesser ca. 9 m und Höhe ca. 0,5 m. Rand abgesetzt. An Südwestseite eine alte Abtragung die bis in etwa zur Mitte reicht.                                                | 28986421 | BW   |
| 53° 21′ 37″ N, 8° 49′ 45″ O | Steden 73                  | Durchmesser ca. 8 m und Höhe ca. 0,5 m. Rand allmählich auslaufend. Südhälfte alt abgetragen. Flache Pflanzfurchen.                                                          | 28986429 | BW   |
| 53° 21′ 37″ N, 8° 49′ 45″ O | Steden 74                  | Durchmesser ca. 8 m und Höhe ca. 0,4 m. Rand allmählich auslaufend. Schneise über dem Südteil, Oberfläche wirkt verwaschen. Konturen nur schwach zu erkennen.                | 28986433 | BW   |
| 53° 21′ 36″ N, 8° 49′ 48″ O | Steden 75                  | Durchmesser ca. 10 m und Höhe ca. 0,6 m. Ebenmäßig gewölbt, mit abgesetztem Rand. Alte flache Pflanzfurchen. Am nördlichen Hügelfuß eine Waldschneise.                       | 28986435 | BW   |
| 53° 21′ 37″ N, 8° 49′ 47″ O | Steden 77, Urnengräberfeld | Zahlreiche kleine Hügel, deren Durchmesser ca. 1,5 – 2 m beträgt. | 28986434 | BW   |

### Steden 82
- ID:28985796
- Grabhügelfeld mit 16 Grabhügel  und überhügelte Urnenbestattungen. Besteht aus einem nördlichen und einem südlichen Bestattungsplatz. Im nördlichen Bereich von Aufforstungspflanzfurchen durchzogen.

| Lage                        | Bezeichnung                | Beschreibung | ID       | Bild |
| --------------------------- | -------------------------- | --- | -------- | ---- |
| 53° 21′ 14″ N, 8° 50′ 1″ O  | Steden 82                  | Durchmesser ca. 11 m und Höhe ca. 0,6 m. Rand etwas verwaschen, sonst allmählich auslaufend. In der Mitte eine alte, flache Einsenkung.                                                      | 28986431 | BW   |
| 53° 21′ 14″ N, 8° 50′ 2″ O  | Steden 83                  | Durchmesser ca. 7 m und Höhe ca. 0,5 m. Rand schwach abgesetzt. Im Norden beim Aufforsten abgepflügt.                                                                                        | 28986437 | BW   |
| 53° 21′ 10″ N, 8° 49′ 55″ O | Steden 85                  | Durchmesser ca. 25 m und Höhe ca. 1,8 m. Hoch gewölbt, Mitte abgeflacht, Rand abgesetzt. Mehrere Eingrabungen.                                                                               | 28986438 | BW   |
| 53° 21′ 9″ N, 8° 49′ 57″ O  | Steden 86                  | Durchmesser ca. 16 m und Höhe ca. 1,2 m. Rand abgesetzt. Auf der Mitte leichte Vertiefungen.                                                                                                 | 28986439 | BW   |
| 53° 21′ 9″ N, 8° 49′ 58″ O  | Steden 87                  | Durchmesser ca. 17 m und Höhe ca. 1,2 m. Rand abgesetzt. Zahlreiche alte Einsenkungen. Von Norden nach Süden eine alte Waldschneise.                                                         | 28986436 | BW   |
| 53° 21′ 4″ N, 8° 49′ 55″ O  | Steden 88                  | Durchmesser ca. 18 m und Höhe ca. 1,4 m. Mitte abgeflacht. Im Rand der Südhälfte ein ringgrabenartiger Absatz. Mehrere Eingrabungen.                                                         | 28986440 | BW   |
| 53° 21′ 3″ N, 8° 49′ 57″ O  | Steden 90                  | Durchmesser ca. 9 m und Höhe ca. 1 m. Ebenmäßig gewölbt mit abgesetztem Rand. | 28986534 | BW   |
| 53° 21′ 7″ N, 8° 49′ 56″ O  | Steden 91                  | Durchmesser ca. 15 m und Höhe ca. 1,3 m. Rand abgesetzt. In der Nordosthälfte alte Abtragung. Waldschneise.                                                                                  | 28986535 | BW   |
| 53° 21′ 2″ N, 8° 50′ 0″ O   | Steden 92                  | Durchmesser ca. 9 m und Höhe ca. 0,6 m. Rand allmählich auslaufend. In der Mitte eine alte, schwache Einsenkung.Von Südwesten nach Nordosten Pflanzrinnen.                                   | 28986536 | BW   |
| 53° 21′ 7″ N, 8° 49′ 57″ O  | Steden 93                  | Durchmesser ca. 19 m und Höhe ca. 1,2 m. Mitte eingesenkt. Rand abgesetzt. Im Norden ist zerpflügt und deformiert. Waldschneise.                                                             | 28986537 | BW   |
| 53° 21′ 14″ N, 8° 50′ 2″ O  | Steden 94                  | Durchmesser ca. 10 m und Höhe ca. 0,5 m. Rand etwas verwaschen und allmählich auslaufend. Tiefe Pflanzfurchen von Nordwesten nach Südosten.                                                  | 28986538 | BW   |
| 53° 21′ 15″ N, 8° 50′ 4″ O  | Steden 95                  | Durchmesser ca. 15 m und Höhe ca. 1,5 m. Rand abgesetzt. In der Mitte alte, flache Eingrabungen, sowie auf der gesamten Oberfläche. Schneise von Nordwesten nach Südosten über den Nordteil. | 28986539 | BW   |
| 53° 21′ 15″ N, 8° 50′ 4″ O  | Steden 96                  | Durchmesser ca. 10 m und Höhe ca. 0,5 m. Ebenmäßig gewölbt, mit allmählich auslaufendem Rand. Flache Einsenkungen.                                                                           | 28986540 | BW   |
| 53° 21′ 15″ N, 8° 50′ 1″ O  | Steden 97                  | Durchmesser ca. 24 m und Höhe ca. 2 m. Hoch gewölbt mit stark abgesetztem Rand. Eine alte verwaschene Eingrabung vom Südrand bis zur Mitte. Flache Einsenkungen sichtbar.                    | 28986541 | BW   |
| 53° 21′ 15″ N, 8° 50′ 0″ O  | Steden 98                  | Durchmesser ca. 6 – 7 m. | 28987437 | BW   |
| 53° 21′ 14″ N, 8° 50′ 0″ O  | Steden 99, Urnengräberfeld | Ein Plan der Niedersächsischen Landesaufnahme zeigt unterschiedliche kleine Hügel mit Durchmessern zwischen 3 und 5 m.                                                                       | 28986542 | BW   |

### Steden 104
- ID:28985664
- Grabhügelfeld mit 22 Grabhügeln.

| Lage                        | Bezeichnung                 | Beschreibung | ID       | Bild |
| --------------------------- | --------------------------- | --- | -------- | ---- |
| 53° 20′ 54″ N, 8° 53′ 45″ O | Steden 104                  | | 28987012 | BW   |
| 53° 20′ 53″ N, 8° 53′ 44″ O | Steden 105                  | Durchmesser ca. 14 m und Höhe ca. 0,7 m. Ebenmäßig gewölbt. In der Mitte eine flache Einsenkung. Rand schwach abgesetzt.                                   | 28987013 | BW   |
| 53° 20′ 52″ N, 8° 53′ 44″ O | Steden 106                  | Durchmesser ca. 13 m und Höhe ca. 0,8 m. Ebenmäßig gewölbt. Rand abgesetzt. In der Oberfläche flache Eingrabungen.                                         | 28987015 | BW   |
| 53° 20′ 51″ N, 8° 53′ 44″ O | Steden 107                  | Durchmesser ca. 7 m und Höhe ca. 0,4 m. Flach gewölbt. Rand sanft auslaufend. In der Mitte eine alte, kleine Eingrabung.                                   | 28987016 | BW   |
| 53° 20′ 51″ N, 8° 53′ 43″ O | Steden 108                  | Durchmesser ca. 13 m und Höhe ca. 0,9 m. Ebenmäßig gewölbt. Rand im Süden abgesetzt, im Norden allmählich auslaufend. In der Mitte eine flache Einsenkung. | 28987014 | BW   |
| 53° 20′ 50″ N, 8° 53′ 43″ O | Steden 109                  | Durchmesser ca. 13 m und Höhe ca. 1 m. Ebenmäßig gewölbt. Rand abgesetzt. In der Mitte eine alte Eingrabung.                                               | 28987017 | BW   |
| 53° 20′ 50″ N, 8° 53′ 43″ O | Steden 110                  | Durchmesser ca. 12 m und Höhe ca. 0,4 m. Ehemals abgesetzter Rand als schwacher Absatz gut erkennbar. Oberfläche rezent abgetragen.                        | 28987018 | BW   |
| 53° 20′ 49″ N, 8° 53′ 43″ O | Steden 111                  | Durchmesser ca. 8 m und Höhe ca. 0,5 m. Ebenmäßig gewölbt. Rand schwach abgesetzt.                                                                         | 28987020 | BW   |
| 53° 20′ 49″ N, 8° 53′ 44″ O | Steden 112                  | Durchmesser ca. 9 m und Höhe ca. 0,4 m. Rund. Ebenmäßig gewölbt. Rand schwach abgesetzt. In der Mitte eine leichte Vertiefung.                             | 28987010 | BW   |
| 53° 20′ 50″ N, 8° 53′ 44″ O | Steden 113                  | Durchmesser ca. 14 m und Höhe ca. 0,6 m. Flach, weit und ebenmäßig gewölbt. Rand schwach abgesetzt.                                                        | 28987021 | BW   |
| 53° 20′ 50″ N, 8° 53′ 45″ O | Steden 114                  | Durchmesser ca. 18 m und Höhe ca. 0,7 m. Ebenmäßig flach gewölbt. Rand schwach abgesetzt. Einzelne flache Einsenkungen.                                    | 28987011 | BW   |
| 53° 20′ 51″ N, 8° 53′ 45″ O | Steden 115                  | Durchmesser ca. 10 m und Höhe ca. 0,6 m. Ebenmäßig gewölbt. Rand besonders nach Süden abgesetzt. In der Mitte eine neuere flache Eingrabung.               | 28987019 | BW   |
| 53° 20′ 50″ N, 8° 53′ 46″ O | Steden 116                  | Durchmesser ca. 11 m und Höhe ca. 0,8 m. Ebenmäßig gewölbt. Rand abgesetzt. In der Mitte und am Nordwestrand neuere Eingrabungen.                          | 28987023 | BW   |
| 53° 20′ 50″ N, 8° 53′ 47″ O | Steden 117                  | Durchmesser ca. 6 m und Höhe ca. 0,4 m. Flach gewölbt. Rand schwach abgesetzt. Alte Einsenkungen.                                                          | 28987022 | BW   |
| 53° 20′ 52″ N, 8° 53′ 49″ O | Steden 118                  | Durchmesser ca. 7 m und Höhe ca. 0,3 – 0,4 m. Rand verwaschen, nur im Süden und Südosten schwach abgesetzt. Flache alte Ein- bzw. Abgrabungen sichtbar.    | 28987025 | BW   |
| 53° 20′ 52″ N, 8° 53′ 46″ O | Steden 119                  | Durchmesser ca. 11 m und Höhe ca. 0,6 m. Rand im Süden schwach abgesetzt, sonst verwaschen. Nordostteil vor einigen Jahren abgetragen und zerstört.        | 28987026 | BW   |
| 53° 20′ 51″ N, 8° 53′ 43″ O | Steden 121                  | Durchmesser ca. 6 m. | 28987027 | BW   |
| 53° 20′ 51″ N, 8° 53′ 44″ O | Steden 122                  | Durchmesser ca. 5 m. | 28987029 | BW   |
| 53° 20′ 51″ N, 8° 53′ 44″ O | Steden 123                  | Durchmesser ca. 5 m. | 28987028 | BW   |
| 53° 20′ 49″ N, 8° 53′ 43″ O | Steden 124                  | Durchmesser ca. 3 m. | 28987024 | BW   |
| 53° 20′ 50″ N, 8° 53′ 42″ O | Steden 125                  | Durchmesser ca. 5 m. | 28987031 | BW   |
| 53° 20′ 49″ N, 8° 53′ 42″ O | Steden 126, Urnengräberfeld | Sehr flache runde Bodenerhöhungen, Dm. ca. 3 m. | 28987030 | BW   |